# Cellaria bicornis
Cellaria bicornis är en mossdjursart som först beskrevs av Busk 1852.  Cellaria bicornis ingår i släktet Cellaria och familjen Cellariidae. Inga underarter finns listade i Catalogue of Life.